# Sho Kagami
Sho Kagami (加賀美 翔 Kagami Sho?), född 22 april 1994 i Shizuoka prefektur, är en japansk fotbollsspelare.
Kagami började sin karriär 2013 i Shimizu S-Pulse. 2016 flyttade han till Fujieda MYFC.